# Guillermo Fariñas
Guillermo Fariñas Hernández también conocido como "El Coco" (Santa Clara, 3 de enero de 1962) es un dirigente político,escritor y periodista cubano. Es uno de los disidentes cubanos más conocidos mediáticamente, al haber protagonizado hasta 26 huelgas de hambre en protesta contra el gobierno de Fidel Castro primero y posteriormente de Raúl Castro, durante los que ha sido encarcelado tres veces, cumpliendo un total de 14 años y 7 meses en prisión.
Entre el 24 de febrero y el 8 de julio de 2010 participó en una huelga de hambre como medida de protesta por la muerte de Orlando Zapata, quien murió protestando en forma de una huelga de hambre para pedir la liberación de 26 presos políticos encarcelados en las prisiones cubanas, según sus propias palabras. Por la presión de la opinión pública internacional sobre el gobierno cubano fueron excarcelados 116 prisioneros políticos.[cita requerida]
Además, fue director de la agencia de noticias Cubanacán Press y resultó galardonado el 21 de octubre de 2010 con el «Premio Sajarov» a la Libertad de Conciencia del Parlamento Europeo. Actualmente es Director General de Producciones Nacán - la plataforma mediática del Foro Anti-totalitario Unido FANTU - de tirada mensual que se puede leer en formato papel o digital.
Guillermo Fariñas fue nombrado en febrero de 2013 Portavoz de la Unión Patriótica de Cuba (UNPACU), cargo que dejó de ejercer en el mes de enero de 2015 y ocupó su anterior responsabilidad como Coordinador General del FANTU.

## Biografía

### Familia
Fariñas es el hijo primogénito del matrimonio entre Alicia Hernández Cabeza y Guillermo Fariñas Key, ambos fueron antiguos activistas procastristas del Movimiento 26 de julio (M-26-7). Tiene una única hermana, llamada Raisa, nacida en 1963, quien trabaja para el Ministerio de Salud Pública en la ciudad de Santa Clara. Su progenitora dirigió la primera Escuela Internacionalista Cubana de Enfermeras en Argelia en 1973 y su padre, junto a dos tíos paternos, llegó a combatir junto al Che Guevara en la Crisis del Congo de 1965.
Tiene tres hijos: Haisa Alicia, nacida en 1995, Diosángeles, nacida en 2001 y Diosángel, nacido en 2020.

### Juventud
Apodado "El Coco", Guillermo Fariñas fue en su juventud un defensor de la Revolución cubana. Formó parte del cuerpo militar que protegió la embajada de Perú en 1980, en los incidentes que culminaron con el éxodo del Mariel. Después participó en el contingente militar cubano que combatió en la guerra de la Independencia de Angola (donde recibió diversas heridas en su pierna izquierda y la espalda). Fue cadete militar, llevando a cabo su formación castrense en Tambov (antigua URSS), aunque no llegó a completarla,, pero debió abandonar las fuerzas armadas por enfermedad. Se graduó como psicólogo en la Universidad Central “Marta Abreu” de Las Villas, en julio de 1988. Perteneció a la Unión de Jóvenes Comunistas, pero en 1989 se le aplicó la medida disciplinaria Separación Definitiva de la organización al protestar por el fusilamiento del general de división Arnaldo Ochoa Sánchez, acusado de narcotráfico.

### Disidencia
A partir de entonces comenzó su actividad como disidente en oposición al gobierno de Fidel Castro. Al graduarse ejerció en el policlínico comunitario del municipio Camajuaní, en su natal provincia de Villa Clara. Después trabajó en el Hospital Pediátrico "José Martí" en la vecina provincia de Sancti Spíritus y, por último, pasó a La Habana al hospital pediátrico "Pedro Borrás", donde en 1995 denunció por corrupción a la directora del mismo desde su cargo como Secretario General del Sindicato de Trabajadores de la Salud (oficialista). No obstante, fue acusado de una supuesta tenencia de armas de fuego, entre otros cargos, y encarcelado en la prisión de Valle Grande en las afueras de La Habana, permaneciendo en un limbo legal durante 11 meses, hasta que fue condenado por un delito de "Convicción Moral de los Jueces". A lo largo de esta etapa, ha denunciado a través de medios independientes o extranjeros constantes agresiones gubernamentales a los Derechos Humanos en Cuba. También ha denunciado varias agresiones por parte de efectivos de seguridad cubanos, mostrando en Internet imágenes suyas con daños físicos.
En 1995 comenzó su primera huelga de hambre, siendo un activista del "Movimiento Pacifista 5 de agosto", presidido en esos años por el licenciado Orlando Morejón Vitón. Fariñas fue el asesor de Los Ayunantes de Santa Clara, más de una decena de militantes del Partido Pro Derechos Humanos de Cuba-Afiliado a la Fundación "Andrei Sájarov", quienes realizaron una huelga de hambre por el encarcelamiento de su líder política desde octubre de 1997 hasta febrero de 1998. 
En 1999 creó un espacio contestatario para la superación política de los opositores no-violentos, denominado Foro de Estudios Sociales "Marta Abreu". Durante 2005 llevó a cabo otra protesta al no ingerir alimentos, para exigir acceso a Internet sin restricciones desde la isla, que se prolongó durante siete meses y que le dejó graves secuelas de salud, por lo que le fue concedida una Licencia Extrapenal. Durante esa reivindicación coincidió con el también periodista disidente Juan Carlos Herrera Acosta, de quien Reporteros sin Fronteras denunció que había sido golpeado durante su estancia en prisión.
En 2007, Reporteros sin Fronteras concedió a Fariñas el premio Ciberlibertad 2006, por "reclamar el libre acceso de todos los cubanos a Internet". También en 2007, la ciudad de Weimar, en Alemania, le concedió el Premio de Derechos Humanos 2006, cuyo importe donó al colectivo de presos políticos cubanos.
Como periodista digital ejerce desde el año 2004. Guillermo Fariñas dirige dos publicaciones impresas y digitales en la región central de Cuba. Son "El Cartero Nacán", después denominado "El Cartero del FANTU" y finalmente "El Cartero Anti-totalitario", que es un semanario insertado en la plataforma Producciones Nacán. También lidera la Revista Nacán, de tirada mensual. Además, actúa como opositor político, y hasta enero del 2015, ejerció como Portavoz Nacional de la coalición de organizaciones opositoras al gobierno Unión Patriótica de Cuba (UNPACU). A partir de esa fecha retomó su anterior cargo al frente del Foro Anti-totalitario Unido (FANTU), del que es su Coordinador General.

### Muerte de Zapata
El 24 de febrero de 2010, al día siguiente de fallecer otro disidente, Orlando Zapata, también como consecuencia de una huelga de hambre llevada a cabo contra el gobierno, Fariñas comenzó, en su domicilio de Santa Clara, su 23.ª huelga de hambre, según sus palabras, para "exigir la liberación de 26 presos políticos que están enfermos". Fariñas también declaró:

"Ya es hora de que el mundo se percate de que este Gobierno es cruel, y hay momentos en la historia de los países en que tiene que haber mártires (...) Orlando Zapata fue el primer eslabón en la intensificación de la lucha por la libertad de Cuba. Yo fui el que agarré el bastón de su relevo, y cuando yo me muera otro lo va a tomar".

El 4 de marzo fue trasladado a un hospital de Santa Clara al agravarse su estado de salud, aunque se recuperó y se le permitió volver a su domicilio. Desde el comienzo de su ayuno, Fariñas ha recibido el apoyo de diversos colectivos, entre ellos la Alianza Democrática Cubana y la asociación de mujeres cubanas Damas de Blanco.
En respuesta a las presiones internacionales, el gobierno cubano publicó un artículo en el diario Granma, órgano oficial del Comité Central del Partido Comunista de Cuba, donde describió, según la versión oficial, las actividades de Guillermo Fariñas, negando su responsabilidad sobre el estado de salud de éste, y considerándole manipulado por intereses externos.
En el transcurso de esta huelga, el Ministerio de Asuntos Exteriores de España confirmó que las autoridades españolas habían ofrecido a Fariñas la posibilidad de exiliarse en España, opción que fue rechazada por éste. Finalmente, el 8 de julio de 2010 Fariñas anunció que abandonaba su huelga de hambre, tras haber hecho público el diario oficial del gobierno de Fidel Castro, Granma, que el gobierno cubano pondría en libertad a 52 presos políticos, tras la mediación del Ministro de Asuntos Exteriores español, Miguel Ángel Moratinos, la Santa Sede y de la Iglesia católica cubana. Finalmente el gobierno cubano liberó a 116 prisioneros políticos.
Del 3 al 10 de junio de 2011, Fariñas volvió a estar en huelga de hambre en la que exigió un castigo de los responsables de los golpes policiales que provocaron la muerte de su amigo Juan Wilfredo Soto, así como la renuncia declarada a futuras acciones violentas por parte del gobierno contra miembros de la oposición pacífica.

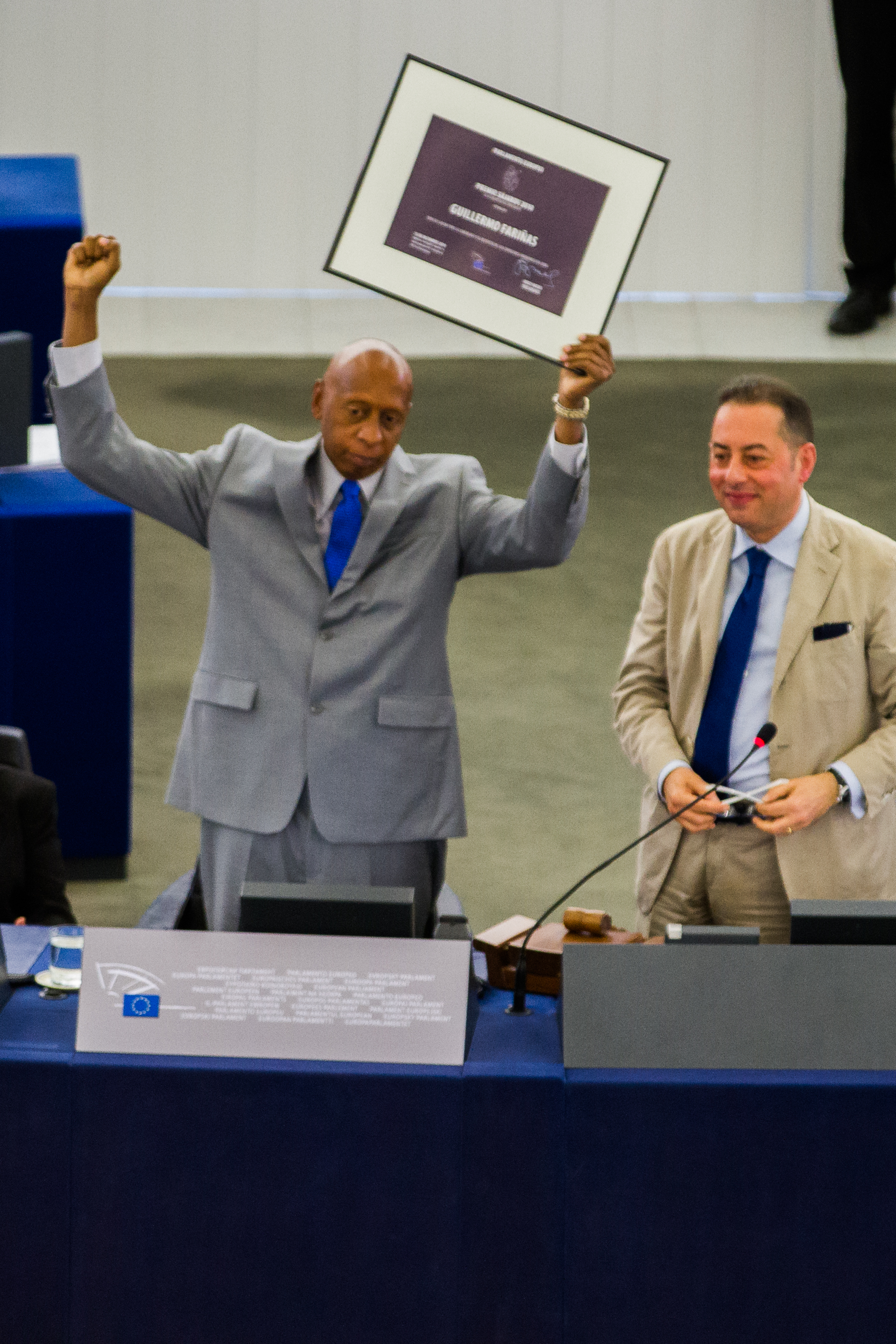
Entrega del Premio Sájarov a Guillermo Fariñas.

El 27 de febrero de 2013, FANTU, liderado por Fariñas, y la Unión Patriótica de Cuba (UNPACU) se fusionaron en una sola organización definitivamente. Fariñas se negó, a pesar de ser propuesto por varios de los recién liberados "Presos del Grupo de los 75", a encabezar la nueva concertación para predicar con el ejemplo y evitar el dañino personalismo político, pasando Guillermo Fariñas sólo a ocupar el cargo de Portavoz de la organización resultante, la Unión Patriótica de Cuba (UNPACU). En el proceso de fusión de FANTU y UNPACU, José Daniel Ferrer, Félix Navarro Rodríguez y Guillermo Fariñas promulgaron en nota de prensa que la cabeza de la nueva organización debía ser colegiada, manifestando «que su liderazgo será colegiado como manera práctica de combatir el caudillismo». Por existir diferentes percepciones entre los líderes más prominentes de la UNPACU, respecto a la decisión del restablecimiento de relaciones diplomáticas y negociaciones entre los gobiernos de Cuba y Estados Unidos y donde no fueron tenidas en cuenta las opiniones de los opositores no-violentos, estos demócratas determinaron darse un tiempo de un año, observar que ocurría en dicho periodo y regresar a sus respectivas organizaciones originarias. Razón por la que Guillermo Fariñas, a partir de enero del 2015, volvió a ocupar su cargo como Coordinador General del FANTU.
En el mes junio del 2015, la organización anticomunista Victims of Communism Memorial Foundation le concedió la Medalla de la Libertad Truman-Reagan, por su lucha nacional e internacional en el desenmascaramiento sistemático al Comunismo en todas las partes del mundo. Esta simbólica distinción le fue entregada ante los medios de prensa del mundo en los salones del propio Capitolio de Washington D. C. Se destacó en la ceremonia su labor por no claudicar frente a las muchas ofertas castristas de traición a la causa por la Democracia Representativa. En este mismo acto, también resultó distinguido con la misma Medalla de la Libertad Truman-Reagan, el disidente ruso Alexander Probadinek.
El 19 de julio de 2016, Guillermo Fariñas resultó golpeado violentamente, mientras estaba esposado a la espalda, por oficiales de la Brigada Especial del Ministerio del Interior (Anti-motines) en la provincia Villa Clara por órdenes directas de uniformados de la Seguridad del Estado. Fariñas, junto a un grupo de militantes del FANTU, pretendían llegar a una estación policial en la ciudad de Santa Clara para reclamar para que no se continúen violando los Derechos Humanos en Cuba. Fariñas aseguró a varios medios de prensa que él había visto impartir las orientaciones para ejecutar la paliza contra él al teniente coronel Oscar Peña (hijo), miembro de la Seguridad del Estado. Debido a esto, Guillermo Fariñas se declaró en huelga de hambre y sed en su vivienda de Santa Clara, al siguiente día 20 de julio. Previamente le envió una carta pública a Raúl Castro, Presidente de los Consejos de Estado y de Ministros de la República de Cuba, en la cual le solicitaba el cese de la violencia policial contra todos los opositores no violentos cubanos y los cuentapropistas (pequeños empresarios). 
Tras 54 días de ayuno total y 5 hidrataciones hospitalarias cada vez que perdía la conciencia, el 12 de septiembre, apareció una página digital falsa a nombre del Parlamento Europeo, donde se le nombraba Asesor para el Tema Cuba de esa entidad parlamentaria y donde también se aseguraba la aprobación de una supuesta "Enmienda Fariñas", donde los Eurodiputados aceptaban los términos de su carta al presidente Raúl Castro, razón por la que Fariñas y el Consejo Nacional del FANTU determinaron terminar la huelga. Varias horas después, y tras empezar a ingerir líquidos, Fariñas supo que todo era un engaño. Guillermo Fariñas ha acusado reiteradamente al gobierno cubano de implementar este fraude y especialmente a oficiales del Ministerio del Interior graduados en la Universidad de Ciencias Informáticas (UCI), la antigua "Base de Lourdes" de radio-espionaje soviético en Cuba contra Estados Unidos de América. Autoridades del Parlamente Europeo informaron que han denunciado este delito cibernético y está siendo investigado.   
Guillermo “Coco” Fariñas ha sido condenado en 3 ocasiones por causas con motivos políticos en Tribunales durante los gobiernos de Fidel y Raúl Castro Ruz, cumpliendo un total de 14 años y 7 meses en prisión. El 15 de septiembre de 2023 fue detenido nuevamente y se declaró en huelga de hambre.

### Controversias
El 27 de enero de 2011, Fariñas fue detenido por la policía tras un confuso incidente. La mayoría de medios de comunicación informaron que Fariñas acudió a un centro de salud para apoyar a una mujer embarazada cuando fue detenido. Por contra, Cubainformación, medio de comunicación vasco-cubano, así como el diario español La República y otra fuente de dentro de la isla, Cubaperiodistas, publicaron que Fariñas forzó su detención al ocupar el centro de salud, y que dejó sin consultas médicas a todo el vecindario. Según dichas fuentes, el vecindario se manifestó enfrente del centro sanitario pidiendo que Fariñas desalojase el edificio, teniendo que intervenir la policía cubana para reabrir dicho centro médico.

## Obra literaria
- Retazos de un ayuno, (Testimonio) (2006)
- Radiografía de los miedos en Cuba, (Ensayo) (2009)
- Neo Club Ediciones. El abismo dentro, (Novela) (2014)
- Iliada Ediciones. Un Cementerio de hombres vivos, (Novela) (2022)
- Exodus Ediciones. “Más espesa que el agua “, (Novela) (2023)
- Exodus Ediciones. “Entre lo público y lo escondido”, (Novela) (2024)